# 南道後温泉
南道後温泉（みなみどうごおんせん）とは、愛媛県松山市中野町に湧出する温泉である。日帰り入浴施設「ていれぎの湯」や、宿泊所を備えた「ていれぎ館」がある。
ていれぎの名は、空海の故事にちなみ、四国伊予地方の方言にもなっている。南道後温泉の近隣に杖ノ淵公園がある。ここには「杖の淵」という泉があり、空海が巡錫で訪れた際、旱魃を見かねて錫杖で地を突き、涌き出たものという。この泉の周辺には刺身のつまとして親しまれるオオバタネツケバナ（アブラナ科タネツケバナ属）が自生しており、この草は伊予地方でテイレギと呼ばれる。
- 源泉
  - 南道後温泉第1源泉
- 効能[1]
  - 神経痛、筋肉痛、関節痛、運動麻痺、関節のこわばり、打ち身、五十肩、くじき慢性消化器病、痔疾、冷え性、疲労回復、病後回復期、きりきず、やけど、虚弱児童、健康増進